# Jefferson County, Missouri
Jefferson County är ett administrativt område i delstaten Missouri, USA, med 218 733 invånare.  Den administrativa huvudorten (county seat) är Hillsboro.

## Geografi
Enligt United States Census Bureau har countyt en total area på 1 720 km². 1 701 km² av den arean är land och 19 km² är vatten.

### Angränsande countyn
- St. Louis County - nord
- Monroe County, Illinois, över Mississippifloden - öst
- Sainte Genevieve County - sydost
- Saint Francois County - syd
- Washington County - sydväst
- Franklin County - väst

### Orter
- Arnold
- Byrnes Mill
- Crystal City
- De Soto
- Festus
- Herculaneum
- Hillsboro (huvudort)
- Kimmswick
- Olympian Village
- Pevely